# 吉彦秀武
吉彦 秀武（きみこ の ひでたけ、生没年不詳）は、平安時代後期の武将。出羽の豪族。父は吉美侯武宗、母は清原武頼女。妻は清原武則女。弟に吉彦武忠がいる。

## 系譜
吉美侯氏（吉彦氏）は、元来君子と表記されたが、天平勝宝9年（757年）に「吉美侯部」に改められた。平安時代の文書には俘囚の多くが吉美侯部、吉弥侯部姓で現れる。古代毛野氏の部民に公子部・君子部を名乗る者が多いことから、ヤマト王権の東北地方への伸張に伴い毛野氏の部民化した蝦夷の一族と推定されうる。
吉彦秀武は「荒川太郎」を称するところから、出羽国荒川（現秋田県大仙市協和荒川）に本拠を持っていたとする説がある。しかし、荒川なる地名は他にも多く、必ずしも明証するものがあるわけではない。

## 経歴
『陸奥話記』によれば、安倍氏を滅ぼした前九年の役では清原氏の一族として一軍を率いて戦功を挙げる。その後も延久蝦夷合戦に参戦したという説もあるが、それを裏付ける史料は見つかっていない。
武則、武貞、真衡の三代を助けた一族の重鎮であるが、同格の有力者の連帯による同族集団であったと見られる従来の清原氏を源氏や平氏のような棟梁に権力が集中した武士団へと変革しようとした真衡との間に次第に確執が生まれるようになる。この頃には一族の長老となっていた秀武は真衡の養子成衡の婚礼の際に出羽から奥羽山脈を越えはるばる陸奥の真衡の館に祝いに駆けつけた。祝いの品の自らの所領で採れた砂金を大杯に盛って庭先で真衡を待っていたが、真衡は奈良法師と碁を打っており相手にしなかった。日頃から真衡に不満を持っていた秀武は我慢の限界に達し、砂金を庭にぶちまけると出羽に帰ってしまった。これを聞き怒った真衡は直ちに秀武討伐の軍を発する。これが後三年の役の始まりである。
そもそも、秀武は清原氏の後継に武貞の次男・家衡を擁立したいと考えていたとする説もあり、清原氏の血を引かない夫婦養子をとることに反発していたともいう。一方、真衡が夫婦養子をとった背景には俘囚長の血脈を避け、ともに帝系の血をひく平氏の平安忠の次男・成衡と源氏の棟梁源頼義の娘の夫婦養子をとることで、清原氏の家格を上げたいと考えていたとする説もある。
この謀叛において秀武も6000の兵を募ったというが、1日で8000の兵を揃えた真衡の大軍に単独では勝ち目はないと思い、真衡と不仲の清衡と家衡を誘い、真衡の館を襲わせたが、真衡の妻子が応戦し、さらに陸奥守の源義家も真衡方の救援に駆けつけたため、清衡・家衡は大敗を喫して義家に降伏した。 だが真衡は出羽への行軍途中に病で急死する。
その後、清衡と家衡の間で勃発した争いでは清衡・義家方につくことになる。金沢柵に立てこもった家衡を攻めあぐねた義家に対し、投降してくる女房子供を見せしめに殺すことによって城内に留め、兵糧を余計に消費させるという兵糧攻めの計を進言している。これは日本初の兵糧攻めと言われている。この秀武の作戦で金沢柵は陥落し、後三年の役は終結、清原氏は滅亡する。
後三年の役終結後の消息は不明。